# Libra (Lali Espósito)
Libra è il quarto album in studio della cantante argentina Lali Espósito, pubblicato il 12 novembre 2020 dalla Sony Music.
Lo stesso giorno della pubblicazione dell’album vengono rilasciati i brani "Pa que me quieras" con Noriel e "No puedo olvidarte" con Mau y Ricky come singoli promozionali.

## Tracce
1. Eclipse – 3:04 (Julio Reyes Copello, Leroy Sanchez, Lali Espósito, Nicolás De la Espriella e Rafa Arcaute)
2. Ladrón (feat. Cazzu) – 3:20 (Daniel Ismael Real, Enzo Ezequiel Sauthier, Cazzu e Lali Espósito)
3. Fascinada – 2:44 (Angel Lopez, Federico Vindver, Gabriel Edgar Gonzalez Perez, Ginno Borri, Lali Espósito e Rafa Arcaute)
4. Bailo pa' mi – 2:39 (Abraham Mateo, Edgar Andino e Lali Espósito)
5. Enredados – 3:13 (Andrea Mangiamarchi, Claudia Virginia Prieto, Gabriel Edgar Gonzalez Perez e Lali Espósito)
6. No puedo olvidarte (feat. Mau y Ricky) – 2:46 (Camilo, Elof Loelv, Joe Leone, Lali Espósito, Mauricio Reglero, Rafa Arcaute e Ricardo Reglero)
7. Laligera – 2:59 (Angel Lopez, Federico Vindver, Gino Borri, Lali Espósito, e Rafa Arcaute)
8. Lo que tengo yo – 2:26 (Camilo, Marco Masis, Mauricio Regleano, Max Matluck e Ricardo Reglero)
9. Pa' que me quieras (feat. Noriel) – 3:12 (José Alberto Roble Ramirez, Juan J. Santana Lujo, Juan Manuel Frias "Brasa", Juan Manuel Rubiera, Lali Espósito, Noel Santos Román e Ronny Jhoan Frias)
10. Como así (feat. CNCO) – 3:06 (Andrés Restrepo "Rolo", Johan Esteban Espinosa "Jowan", Juan Manuel Frias "Brasa", Lali Espósito e Pablo Preciado, Yoel Henríquez)
11. Una esquina en Madrid – 3:50 (Fito Páez e Lali Espósito)